# Сивек, Михал
Михал Сивек (чеш. Michal Sivek; 21 января 1981, Наход, Чехословакия) — чешский хоккеист, центральный нападающий. 3-кратный чемпион Чехии, 2-кратный чемпион мира среди молодёжных команд.

## Биография
Михал Сивек является воспитанником пражской «Спарты». В юниорском возрасте подавал большие надежды. Дважды подряд становился чемпионом мира среди молодёжных команд. Был задрафтован «Вашингтон Кэпиталз» в 1999 году, но через 2 года стал частью обмена в «Питтсбург Пингвинз» на Яромира Ягра. В сезоне 2002/03 провёл 38 матчей в НХЛ за «Питтсбург», но закрепиться в команде ему не удалось. В 2004 году вернулся в «Спарту», президентом которой был его отец Вилиам. В составе «Спарты» дважды подряд выигрывал чемпионат чешской Экстралиги. В 2008 году закончил карьеру из-за проблем со здоровьем. После окончания карьеры остался в хоккее, работает хоккейным агентом в компании Eurohockey Services.

## Достижения
Чемпион мира среди молодёжи 2000 и 2001
 Чемпион Экстралиги 2002, 2006 и 2007
 Серебряный призёр Экстралиги 2001

## Статистика
- Экстралига — 346 игр, 117 очков (59 шайб + 58 передач)
- НХЛ — 38 игр, 6 очков (3+3)
- АХЛ — 93 игры, 55 очков (21+34)
- Западная хоккейная лига — 59 игр, 65 очков (24+41)
- Сборная Чехии — 6 игр
- Евролига — 6 игр
- Кубок Шпенглера — 3 игры
- Кубок европейских чемпионов — 2 игры, 1 гол
- Всего за карьеру — 553 игры, 244 очка (108+136)